# Kutawis
Kutawis is een bestuurslaag in het regentschap Purbalingga van de provincie Midden-Java, Indonesië. Kutawis telt 5900 inwoners (volkstelling 2010).